# ایستگاه قطار شهری بوستان ریحانه
ایستگاه قطار شهری بوستان ریحانه ایستگاه شماره ۲۳ از خط ۱ قطار شهری مشهد است که در میدان پرواز، ابتدای ورودی فرودگاه شهید هاشمی‌نژاد قرار دارد. این ایستگاه در ۱۷ بهمن ۱۳۹۴ با حضور حسن روحانی، رئیس‌جمهور، بهره‌برداری رسید. در این ایستگاه بنا بر گفته مراجعه‌کنندگان هر ۲۸ دقیقه یک قطار عبور می‌کند. ساعت ۰۶۳۰ صبح  اولین قطار به سمت وکیل‌آباد حرکت می‌کند.
از این ایستگاه یک خط اتوبوس‌رانی مشهد و حومه می‌گذرد.